# Скелет в шкафу
Скеле́т в шкафу́ (англ. Skeleton in the closet или Skeleton in the cupboard) — английское идиоматическое выражение, означающее определённый скрываемый факт биографии (личный, семейный, корпоративный и т. д.), который, в случае его обнародования, способен нанести значительный урон репутации. Исходя из контекста, эта фраза может быть понята как спрятанный в доме труп, пролежавший столь долго, что успел разложиться до состояния скелета.
Появление выражения связано с медициной. Врачам в Британии не дозволялось работать с мёртвыми телами до 1832 года, когда парламент издал Анатомический акт. До этого единственными телами, доступными для вскрытия в медицинских целях, были тела казнённых преступников. Хотя казни преступников отнюдь не были редкостью в Великобритании XVIII века, было маловероятно, что у конкретного врача оказалось бы в распоряжении много трупов за его трудовую биографию. По этой причине было обычной практикой для врача, который имел счастье препарировать труп казнённого преступника, сохранить скелет для научно-исследовательских целей. Общественное мнение при этом не позволяло врачам держать скелеты на виду, поэтому они были вынуждены держать их подальше от посторонних глаз. По этой причине многие подозревали, что врачи держали где-то у себя скелеты, и одним из таких мест мог быть шкаф.
Самое раннее употребление выражения встречается в пьесе Уильяма Хендри Стоуэлла, впервые опубликованной в ноябре 1816 года в британском ежемесячном журнале «The Eclectic Review» (страница 468). «Скелетом» в данном случае было заболевание, инфекционное или наследственное: «Two great sources of distress are the danger of contagion and the apprehension of hereditary diseases. The dread of being the cause of misery to posterity has prevailed over men to conceal the skeleton in the closet…» («[Существует] два великих источника страдания — опасность заразной болезни и опасение наследственных болезней. Ужас быть причиной несчастья для потомства возобладал над мужчинами, чтобы [заставить их] скрывать скелет в шкафу»).
«Cupboard» используется в британском английском языке, а «closet» — в американском языке. Выражение приводится в Оксфордском словаре английского языка и Словаре Уэбстера под словом «skeleton». В Кембриджском академическом словаре («Cambridge Academic Content Dictionary») фраза перечислена как отдельное выражение. Из английского языка это словосочетание проникло в другие языки.